# Mesoleptus lateralis
Mesoleptus lateralis là một loài tò vò trong họ Ichneumonidae.